# Rinorea brachypetala
Rinorea brachypetala (Turcz.) Kuntze – gatunek roślin z rodziny fiołkowatych (Violaceae). Występuje naturalnie w Afryce Subsaharyjskiej – w Sierra Leone, Liberii, Wybrzeżu Kości Słoniowej, Ghanie, Beninie, Togo, Nigerii, Republice Środkowoafrykańskiej, Kamerunie, Gabonie, Kongo, Demokratycznej Republice Konga, Angoli, Zambii, Tanzanii, Rwandzie, Ugandzie, Kenii oraz Sudanie. 

## Morfologia
PokrójZimozielone drzewo lub krzew. Dorastające do 6,5 m wysokości.
LiścieBlaszka liściowa ma odwrotnie jajowaty, podługowato-eliptyczny lub eliptycznie lancetowaty kształt. Mierzy 6,5–19 cm długości oraz 3–8,5 cm szerokości, jest niemal całobrzega lub ząbkowana na brzegu, ma nasadę od klinowej do tępej i spiczasty lub ostry wierzchołek. Przylistki są lancetowate. Ogonek liściowy jest nagi i ma 5–50 mm długości.
KwiatyZebrane w gronach o długości 5–17 cm, wyrastają z kątów pędów. Mają działki kielicha o eliptycznym kształcie i dorastające do 2–3 mm długości. Płatki są podługowate, mają żółtobrunatną barwę oraz 5–6 mm długości.
OwocePotrójnie klapowane Torebki mierzące 11-16 mm długości.

## Biologia i ekologia
Rośnie w lasach, na wysokości do 1900 m n.p.m.